# Cantone di Torigni-sur-Vire
Il Cantone di Torigni-sur-Vire era una divisione amministrativa dell'arrondissement di Saint-Lô.
È stato soppresso a seguito della riforma complessiva dei cantoni del 2014, che è entrata in vigore con le elezioni dipartimentali del 2015.
Comprendeva i comuni di:
- Biéville
- Brectouville
- Condé-sur-Vire
- Giéville
- Guilberville
- Lamberville
- Montrabot
- Le Perron
- Placy-Montaigu
- Précorbin
- Rouxeville
- Saint-Amand
- Saint-Jean-des-Baisants
- Torigni-sur-Vire
- Vidouville